# Reykjavíkurkjördæmi Suður
Reykjavíkurkjördæmi Suður (i.e. Reykjavík Sur) es una de las seis circunscripción (kjördæmi) de Islandia. Su mayor y única ciudad es Reikiavik.

## Geografía
Limita con las circunscripciones de Reykjavíkurkjördæmi Norður al norte, Suðurkjördæmi al sureste y Suðvesturkjördæmi al noreste y al sudeste. En términos de área, Reykjavíkurkjördæmi Norður es la menor de las seis circunscripciones de Islandia.

## Administración
Comprende la zona norte y central de Reikiaviky una parte de la zona urbana de la región Höfuðborgarsvæðið. El único condado que hace parte de este kjördæmi es la capital.